# NGC 943
NGC 943 est une petite galaxie lenticulaire située dans la constellation de la Baleine. NGC 943 a été découverte par l'astronome américain Frank Müller en 1886.

## Caractéristiques
Sa vitesse par rapport au fond diffus cosmologique est de 4 459 ± 31 km/s, ce qui correspond à une distance de Hubble de 65,8 ± 4,6 Mpc (∼215 millions d'al).
À ce jour, une mesure non basée sur le décalage vers le rouge (redshift) donne une distance d'environ 67,200 Mpc (∼219 millions d'al). Cette valeur est à l'intérieur des valeurs de la distance de Hubble.
En raison d'une brillance de surface égale à 14,30 mag/am2, on peut qualifier NGC 943 de galaxie à faible brillance de surface (LSB en anglais pour low surface brightness). Les galaxies LSB sont des galaxies diffuses (D) avec une brillance de surface inférieure de moins d'une magnitude à celle du ciel nocturne ambiant.

## Paire de galaxies en interaction
Les galaxies NGC 942 et NGC 943 forment une paire en interaction gravitationnelle. Cette paire figure dans l'atlas de Halton Arp sous la cote Arp 309.